# كوزة علي (شيرنغ)
کوزة علي (بالفارسية: کوزه‌لی) هي قرية تقع في إيران في قسم شیرنغ الریفي. يقدر عدد سكانها بـ 451 نسمة بحسب إحصاء 2016.